# 제나 오르테가
제나 오르테가(Jenna Ortega, 2002년 9월 27일 ~ )는 미국의 배우이다. 2022년부터 출연 중인 넷플릭스 드라마 《웬즈데이》로 2023년 제75회 프라임타임 에미상, 제80회 골든 글로브상, 제29회 미국 배우 조합상의 코미디 시리즈 부문 여우주연상 후보에 올랐으며, 2024년 제51회 새턴상 TV 부문 젊은배우상을 수상했다.

## 출연 작품

### 영화
- 아이언맨 3 (2013) - 부통령의 딸 역
- 인시디어스: 두번째 집 (2013)
- 사탄의 베이비시터: 킬러 퀸 (2020) - 피비 앳웰 역
- 예스 데이! (2021) - 케이티 토레스 역
- 스크림 (2022) - 타라 카펜터 역
- X (2022)
- 스크림 6 (2023) - 타라 카펜터 역
- 비틀쥬스 비틀쥬스 (2024) - 아스트리드 디츠 역
- 허리 업 투모로우 (2025)
- 유니콘의 죽음 (2025) - 리들리 역
- 클라라와 태양 (미정) - 클라라 역

### 텔레비전
- 레이크 (2014)
- 제인 더 버진 (2014-19) - 12살의 제인 비야누에바라 역
- 리치 리치 (2015) - 달시 역
- 아발로 왕국의 엘레나 (2016-20) - 이사벨 공주 역 (목소리)
- 리틀 프린세스 소피아: 엘레나와 비밀의 아발로 왕국 (2016) - 이사벨 공주 역 (목소리)
- 중간 딸은 힘들어 (2016-18)
- 핵꿀잼 비짤봙 (2018)
- 너의 모든 것 (2019) - 엘리 알베스 역
- 빅 시티 그린 (2019-23) - 목소리
- 쥬라기 월드: 백악기 어드벤처 (2020-22) - 브루클린 역 (목소리)
- 웬즈데이 (2022-현재) - 웬즈데이 아담스 역
- 새터데이 나이트 라이브 (2023) - 진행